# 克雷斯頓 (加利福尼亞州納帕縣)
克雷斯頓（英語：Creston）是位於美國加利福尼亞州納帕縣的一個非建制地區。該地的面積和人口皆未知。

## 地理
克雷斯頓的座標為38°12′33″N 122°12′15″W / 38.20917°N 122.20417°W，而該地的平均海拔高度為96米（即315英尺）。